# Andesobia flavata
Andesobia flavata là một loài bướm đêm thuộc phân họ Arctiinae, họ Erebidae.